# 井穴刺絡療法
井穴刺絡・井穴刺絡療法（せいけつしらく・せいけつしらくりょうほう）とは、横浜の内科開業医であった医学博士、浅見鉄男（あさみ てつお　1914年5月5日 - 2010年5月21日）により確立された治療法である。
井穴（手足の爪脇に存在する経穴・ツボ）を点状出血で刺激することによって、神経反射を誘発して治療する鍼治療の一種である。

## 成り立ち
軍医をし、その後横浜で開業していた浅見鉄男は、患者を治せない事に思い悩み、良導絡や鍼灸治療を学んだ。更に自分の肩こりが治らない為に手当たり次第読み漁った中国の鍼灸書に、「人差し指と薬指の爪の角に針を刺して少量の血を出すと肩こりが治る」という記述を見つけて、実際にやってみたところあっさりと肩こりが治った。患者にも施術してみると「先生、効きますね」と言われた。
1970年代初頭、肩こりの患者の薬指に井穴刺絡をしたところ、肩こりだけでなく、偶然にもその患者が朝から患っていた蕁麻疹がすっと治った。この経験、および蕁麻疹が副交感神経の異常亢進で引き起こされることから、浅見は井穴刺絡が自律神経の異常亢進を抑制する作用があると考えるようになる。同じく副交感神経の異常亢進である花粉症の患者にも同じ施術を行ったところ、鼻詰まりやクシャミが治った。これをきっかけとして自律神経の異常亢進を抑える井穴刺絡の臨床研究が始まった。
それ以降、浅見による約40年にわたる臨床研究により、多様な疾患やその諸症状に対する治療法として確立された。

## 基礎理論
井穴刺絡療法では、次のような基本理論のもとに診断・治療を行っている。
- 大半の疾患は脳や神経の異常により発症するものである。
- 自律神経の異常には、交感神経の異常亢進と副交感神経の異常亢進があり、どちらの場合も特有の症状が現れる。治療は、異常亢進した神経を抑制することによって行われる。

## 治療方法
治療の手技はいたってシンプルである。両手足に各6か所ずつ(合計24か所）存在する井穴に、三稜針やランセットなどで刺針し、そこから約30回点状出血させるのみである。パイオネックス、円皮鍼、お灸などの刺激手法を用いることもある。

### 自律神経の治療
自律神経のバランスが崩れた状態、すなわち交感神経または副交感神経の異常亢進では、各神経特有の様々な症状が現れる。これに応じてその神経を抑制する井穴を刺絡することにより自律神経のバランスを整え、症状を緩和させることが出来る（図1参照）
- 交感神経の異常亢進には　H6・F4の井穴を用いる

- 副交感神経の異常亢進には　H5・F5の井穴を用いる

### 体性神経の治療
運動器の痛みの治療として主に用いられる。痛みの原因となる経絡を、動診(可動域テスト)や触診で見極め、その経絡の井穴を刺絡することで鎮痛効果を得る。

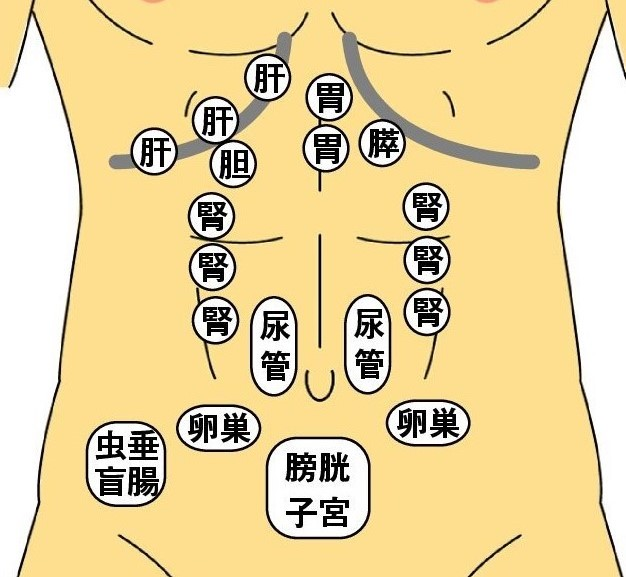
図2　臓器の異常を腹診によって推定し、井穴刺絡を行うツボを決める。

### 内臓の治療
各臓器の器質的または機能的障害は臓器の交感神経の異常亢進と考えられる。それらを腹診で見極め、各臓器に対応した井穴を刺絡する（図2参照）